# Neoergasilus indicus
Neoergasilus indicus is een eenoogkreeftjessoort uit de familie van de Ergasilidae. De wetenschappelijke naam van de soort is voor het eerst geldig gepubliceerd in 2010 door Vankara & Chikkam.